# Alberto de Chiavari

Escudo da Ordem dos Pregadores

Alberto de Chiavari ou Alberto de Gênova, nasceu provavelmente em 1250 em Chiavari e morreu em 27 de agosto de 1300, em Anagni, por outro lado existe a possibilidade de que Alberto tenha nascido em Gênova e Chiavari fosse na verdade o nome de sua família. Ele tornou-se o 10º Mestre Geral da Ordem dos Frades Dominicanos.
Ele fez os votos e tomou o hábito no convento dominicano de Gênova. Cursou teologia em Paris, onde tornou-se bacharel, lecionou em Montpellier e em 1300 participou do Capítulo Geral da Ordem, em Marselha. Em 28 de maio do mesmo ano ele foi eleito como Geral da Ordem, para a sucessão de Nicolau Boccasini. Sua eleição foi algo entre indicação e imposição de Nicolau Boccasini que, havia renunciado ao cargo de Mestre Geral, uma vez que fora recentemente nomeado cardeal por Bonifácio VIII, que era de sua confiança.
Bonifácio entretanto o que temia era a grande influência da coroa francesa, na cabeça de Felipe, o Belo, cujas relações com a curia romana não estavam boas e as possibilidades de que o futuro da Ordem Dominicana pudesse ficar ameaçado. Por isso ele editou a Bula Super Cathedram, em 18 de fevereiro de 1300, onde restringia a liberdade de decisões às ordens dos franciscanos e dominicanos a independência de decisões em relação ao clero.
A indicação para o cargo e a consequente eleição, somados à repercussão da Bula Super Cathedram provocaram uma certa impopularidade para Alberto na gestão da Cúria.
Alberto morreu em meio à febre, não tendo governado a Ordem por completos três meses.
Quando de sua visita a Chiavari, o então papa João Paulo II, citou-o como o Bem-aventurado Alberto de Chiavari. Ele atendia na verdade ao povo uma vez que a beatificação demanda de um longo processo.

## Obras
- Super Porphyrium et praedicamenta, Peri Hermeneias et sex Principiorum
- Comentários sobre Aristóteles e Porfírio (atribuídos a ele).